# UEFA Euro 2008 (computerspel)
UEFA Euro 2008 is een voetbalsimulatiespel uit de UEFA Euro-serie, ontwikkeld door EA Canada en HB Studios, en is onderdeel van EA Sports en de FIFA-serie. Het spel kwam voor het eerst uit op 17 april 2008 en is beschikbaar voor Windows, PlayStation 2, PlayStation 3, PlayStation Portable en Xbox 360.
Het computerspel is speciaal gemaakt voor het Europees kampioenschap voetbal 2008 bij de heren, dat werd gehouden in Oostenrijk en Zwitserland. In het spel kan zowel een oefenwedstrijd als het gehele toernooi worden gespeeld. Bij beide speltypen zit ook een online functie. Naast de 16 teams uit het hoofdtoernooi zijn ook andere landen vertegenwoordigd in de game.

## Teams

### 16 finalisten
- Duitsland
- Frankrijk
- Griekenland
- Italië
- Kroatië
- Nederland (geen officiële namen)
- Oostenrijk
- Polen

- Portugal
- Roemenië
- Rusland
- Spanje
- Tsjechië
- Turkije
- Zweden
- Zwitserland

### Overige UEFA-teams
- Andorra
- Armenië
- Azerbeidzjan
- België
- Bosnië en Herzegovina
- Bulgarije
- Cyprus
- Denemarken
- Engeland
- Estland
- Faeröer
- Finland

- Georgië
- Hongarije
- Ierland
- IJsland
- Israël
- Kazachstan
- Letland
- Liechtenstein
- Litouwen
- Luxemburg
- Macedonië
- Malta

- Moldavië
- Montenegro
- Noord-Ierland
- Noorwegen
- Oekraïne
- San Marino
- Schotland
- Servië
- Slovenië
- Slowakije
- Wales
- Wit-Rusland

## Soundtracks
| Artiest                   | Nummer                        | Land                      |
| ------------------------- | ----------------------------- | ------------------------- |
| Boys Noize                | Don't Believe The Hype        | Vlag van Duitsland        |
| Carolina Liar             | I'm Not Over                  | /                         |
| Crystal Castles           | Air War                       | Vlag van Canada           |
| Datarock                  | I Used To Dance With My Daddy | Vlag van Noorwegen        |
| Ejectorseat               | Attack Attack Attack          | Vlag van Engeland         |
| The Features              | I Will Wander                 | Vlag van Verenigde Staten |
| Infected Mushroom         | Becoming Insane               | Vlag van Israël           |
| Junkie XL ft. Electrocute | Mad Pursuit                   | /                         |
| Karoshi Bros.             | Love The World                | Vlag van Engeland         |
| Look See Proof            | Casualty                      | Vlag van Engeland         |

| Artiest               | Nummer                                      | Land               |
| --------------------- | ------------------------------------------- | ------------------ |
| The Magic Numbers     | Take A Chance                               | Vlag van Engeland  |
| The Magnificents      | Get It Boy                                  | Vlag van Schotland |
| Mendetz               | The Boola Shines In A Pink Neon Room        | Vlag van Spanje    |
| Mexicolas             | Come Clean                                  | Vlag van Engeland  |
| Operator Please       | Get What You Want                           | Vlag van Australië |
| Pete & The Pirates    | Come On Feet                                | Vlag van Engeland  |
| The Pigeon Detectives | I'm Not Sorry                               | Vlag van Engeland  |
| The Young Punx        | Your Music is Killing Me                    | Vlag van Engeland  |
| Yelle                 | À Cause des Garçons (Riot in Belgium Remix) | /                  |

## Trivia
- De 'Be-a-Pro-modus' uit FIFA 08 heet in deze game 'Captain your Country'. In dit speltype moet men zich als speler opwerken van B-international tot aanvoerder van het eigen land.[1]
- Bij het Nederlands elftal zijn fictieve namen gebruikt voor de spelers. Dit vanwege een conflict dat in 2002 ontstond tussen de Nederlandse voetbalbond KNVB en EA, dat namen en beeldmateriaal van Nederlandse spelers gebruikte zonder daar de licentie voor te hadden gekocht.[2] Een aantal 'bekende' namen: Bert Ronhaar, Flip Kuipers, Joep Maatje en Hans de Noteboom, die een van de beste spelers van het spel was en sterk leek op Ruud van Nistelrooij.[3]
- Het nummer "Mad Pursuit" van de Nederlandse artiest Junkie XL werd ook gebruikt in het computerspel FIFA 09.
- De nummers "I Used To Dance With My Daddy" van Datarock en "À Cause des Garçons" van Yelle werden ook gebruikt in EA's computerspel Need for Speed: Pro Street.
- De nummers "Come Clean" van Mexicolas en "I'm Not Sorry" van The Pigeon Detectives werden ook gebruik in EA's computerspel Burnout Paradise.